# 船員ミッション
船員ミッション（SEAMEN'S MISSION）は米国を本拠とする日本のミッション、職域伝道団体。

## 特徴
- 船乗りに対する伝道

## 沿革
- 1873年、W・T・オーステン(Austen）により始められた。
- 1874年3月4日に米国船員友好協会が横浜のチャプレンとしてオーステンを任命した。

後に、英国船員ミッションは同様の任命をなし二つの協会が俸給を支給した。
クリークサイド（Creekside）の家を借上げ、上陸した船員のため自由に用いた。広い屋敷が必要なために居留地86番に建てられた。これらは数年間船乗りによってよく用いられた。
- 1880年には財政的理由からついに閉鎖された。
- 1881年に再開されミッションが居留地82番地にさらに最適な場所に屋敷を得た1884年まで、引き続き船員のための働きに用いられた。

## 文献
The Christian Movement in Japan 1913